# Sawada Ko
Sawada Ko (sinh ngày 25 tháng 12 năm 1991) là một cầu thủ bóng đá người Nhật Bản.

## Sự nghiệp câu lạc bộ
Sawada Ko hiện đang chơi cho Shonan Bellmare.